# Instituto Adventista
Instituto Adventista ist eine Ortschaft in Uruguay.

## Geographie
Sie befindet sich im Westen des Departamento Canelones in dessen Sektor 1 südlich der Departamento-Hauptstadt Canelones. Wenige Kilometer nördlich liegen Barrio Remanso und Juanicó. Unmittelbar im Norden grenzt Parada Cabrera an Instituto Adventista an. Südlich liegen Villa Felicidad und Progreso.

## Infrastruktur
Durch Instituto Adventista führt die Ruta 5.

## Einwohner
Die Einwohnerzahl von Instituto Adventista beträgt 183. (Stand: 2011)
| Jahr | Einwohner |
| ---- | --------- |
| 2004 | 271       |
| 2011 | 183       |

Quelle: